# 沙田牛奶公司餐廳
沙田牛奶公司餐廳（The Sha Tin Roadhouse）是一家位於香港新界沙田上禾輋的餐室，因沙田新市鎮的發展和大埔公路擴建成幹道而被拆卸。

## 歷史
沙田牛奶公司餐廳位於舊大埔公路九咪，與近山的上禾輋被九廣鐵路路軌和公路所相隔。餐室開業於1950年，在兩座相連的撲素單層建築物內，建於大埔公路旁的細長型的填海地上，估計早於1920年代初已落成。
20世紀中期，新界是旅遊勝地，遊人必經大埔公路到沙田、大埔一帶遊山玩水，位於公路旁的牛奶公司餐廳便是其中一個中途休憩站。餐室規模很少，多為提供簡單食物、甜點、酒水等等，餐廳旁邊設有一個蜆殼油站。餐室正門面向公路，有一個小停車場，公路兩旁種滿一排白千層樹，而面向海的露天茶座則能讓遊人飽覽沙田海的景色。

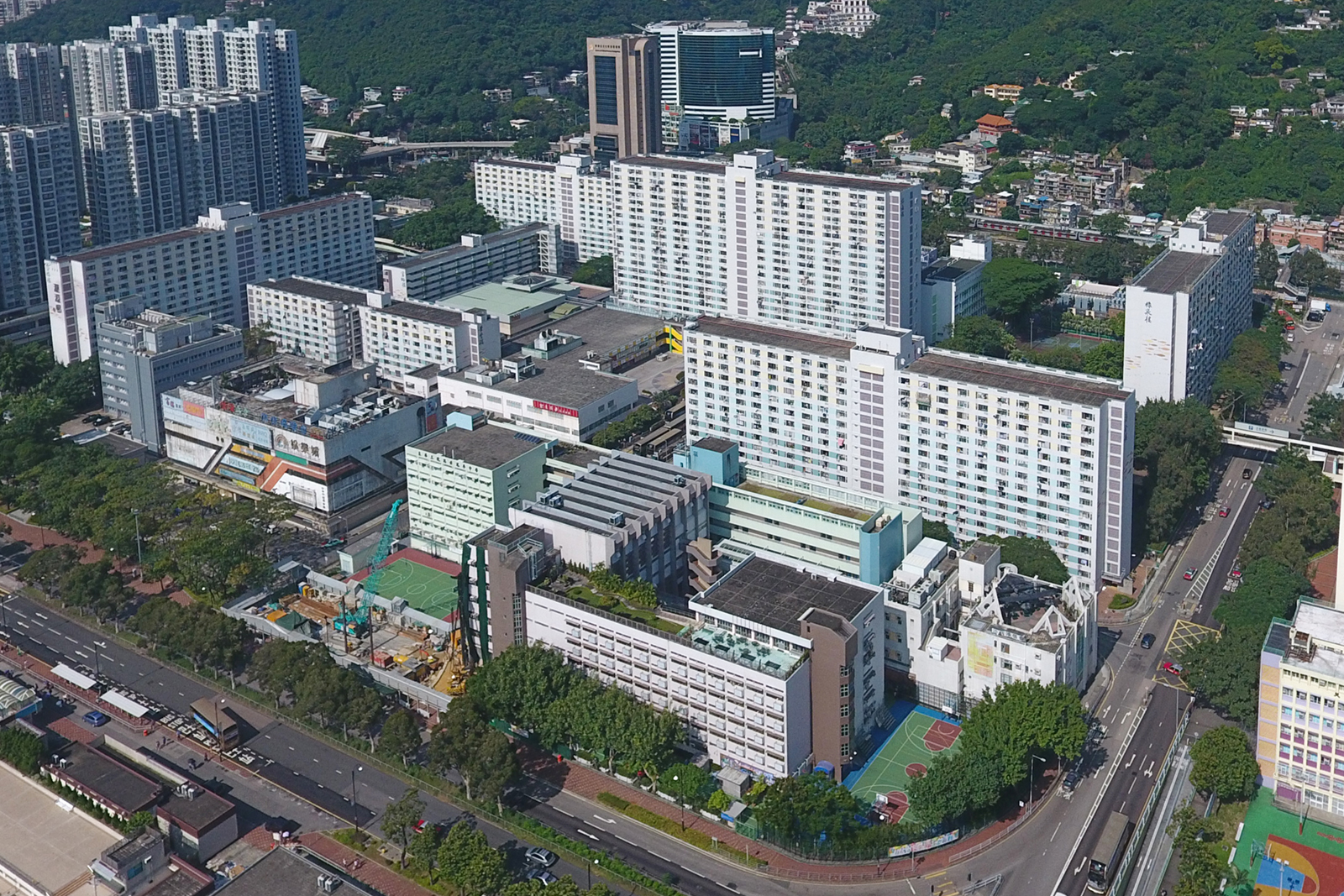
餐廳對出的海面建成瀝源邨

1950年代，餐室的宣傳單張上有口號「在夢幻的潮水灣旁邊的夢幻小餐室」，又介紹可在餐廳外的海灣釣魚、泛舟、在泥灘上捕蟹摸蜆。不少駐港英軍，特別是何東樓軍營和沙田機場的士兵都常常到餐室消閒。
1960年代初，政府在上禾輩對開海面再次填海，填海地一度用作臨時房屋區，以安置颱風溫黛風災災民，餐室自此失去臨海景色。1970年代末，餐室因大埔公路擴建成幹道而被拆卸。

## 流行文化
- 《金鳳凰》（1958年）

## 外部連結
- Gwulo - Former site of Shatin Dairy Farm Restaurant (aka Shatin Roadhouse) （页面存档备份，存于）
- Gwulo - Sha Tin Roadhouse （页面存档备份，存于）